# DreamForge Intertainment
DreamForge Intertainment, Inc. war ein US-amerikanisches Entwicklungsstudio für Computerspiele.

## Unternehmensgeschichte
Das Unternehmen wurde ursprünglich als Event Horizon Software, Inc. am 1. Mai 1990 von den Spieleentwicklern Thomas Holmes, Christopher Straka und James Namestka gegründet. 1993 änderte das Unternehmen den Namen jedoch in DreamForge. Das Studio entwickelte hauptsächlich Strategie- und Rollenspiele, darunter vier Titel auf Grundlage des Rollenspiel-Regelwerks Dungeons & Dragons, die im Auftrag von SSI entstanden. Nach Auseinandersetzungen mit dem Publisher des zuletzt in Entwicklung befindlichen Werewolf: The Apocalypse – The Heart of Gaia wurde die Entwicklung des Titels abgebrochen und das Unternehmen aufgelöst.

## Spiele

### Event Horizon Software
- Dark Spyre (1990, Amiga, DOS)
- Dusk of the Gods (1991, DOS)
- Veil of Darkness (1993, DOS, FM-Towns, PC-98)

### DreamForge Intertainment
- 101 Dalmatians: Escape from DeVil Manor (1997, Windows)
- Anvil of Dawn (1995, DOS)
- Chronomaster (1995, DOS)
- Dungeon Hack (1993, DOS, PC-98)
- Menzoberranzan (1994, DOS, PC-98, FM Towns)
- Ravenloft: Der Fluch des Grafen (1994, DOS, FM Towns)
- Ravenloft: Stone Prophet (1995, DOS)
- Sanitarium (1998, Windows)
- The Summoning (1992, DOS, PC-98)
- TNN Outdoor Pro Hunter (1998)
- War Wind (1996, Windows)
- War Wind II: Die Invasion (1997, Windows)
- Warhammer 40.000: Rites of War (1999, Windows)